# Malcolm Campbell
Sir Malcolm Campbell, britanski dirkač in motošportni novinar, * 11. marec 1885, Chislehurst, Kent, Anglija, Združeno kraljestvo, † 31. december 1948, Reigate, Surrey, Anglija, Združeno kraljestvo.
Malcolm Campbell se je rodil 11. marca 1885 v angleškem mestu Chislehurst, Kent, kot sin Hattona Gardena, trgovca z diamanti. V Nemčiji, kjer se je učil za trgovca z diamanti, se je začel zanimati za avtomobile in dirkanje. V letih 1906 do 1908 je trikrat zapored zmagal na motociklistični dirki London to Lakes End Trials. Leta 1910 je začel dirkati tudi z avtomobili na dirkališču Brooklands. Svoj dirkalnik je pobarval modro in ga poimenoval »Bluebird« po drami The Blue Bird.
Med letoma 1924 in 1935 je kar devetkrat popravil kopenski hitrostni rekord, zadnjič na 484,620 km/h, kot prvi dirkač pred 300 mi/h. Štirikrat je popravil tudi vodni hitrostni rekord. V sezoni 1927 je dosegel svojo prvo pomembnejšo avtomobilistično zmago na dirki za Veliko nagrado Boulogne z dirkalnikom Bugatti 39A, uspeh pa je ponovil na dirki tudi v naslednji sezoni 1928 z dirkalnikom Delage 135B. Ob tem je zmagal še na nekaj manjših britanskih dirkah. V drugi svetovni vojni je služil v Queen's Own Royal West Kent Regiment. Po dolgi bolezni je leta 1948 umrl v Reigatu, Surrey.
Njegov sin, Donald Campbell, se je leta 1967 smrtno ponesrečil v poskusu postavitve vodnega hitrostnega rekorda. Malcolm Campbell je bil leta 1990 sprejet v mednarodni motošportni hram slavnih, v letih 1933 in 1939 je prejel nagrado Segrave Trophy, leta 1994 pa je bil sprejet še v ameriški motošportni hram slavnih.